# 林愛実 (アナウンサー)
林 愛実（はやし まなみ、1988年3月12日 - ）は、女性のフリーアナウンサー。エス・オー・プロモーション所属。

## 来歴
福岡県出身。
福岡女学院中学校・高等学校、久留米大学を卒業した。大学時代には、ミスジャポン2007でグランプリを受賞し、着物のモデルやイベント活動、ラジオでのパーソナリティーを務めた。
2010年4月、NHK山形放送局に契約キャスターとして入局した。主に夕方のニュース番組のキャスターや情報番組のMCなどを務めた。
2013年4月より、フジテレビ系列のテレビ愛媛にアナウンサーとして移籍し、記者、ディレクター業務も兼務した。主に夕方のニュース番組内での中継リポーターやスポーツキャスターを務めた。
2014年4月からは、同じフジテレビ系列であるテレビ静岡に移籍し、夕方のニュース番組のキャスターや情報番組のリポーターを担当した。また、月に1回、全国中継も担当していた。2017年3月、テレビ静岡を退社した。
2018年以降、フリーアナウンサーに転向し、AbemaTV『AbemaNews』キャスターや、『みのもんたのよるバズ！』ニュースコーナーなどに出演する。

## 人物
趣味はミュージカル鑑賞。自身もこれまで数々の舞台に出演してきた。静岡でのアナウンサー時代に出演した静岡県民ミュージカルでは主役を務め、『情報ワイド てっぺん静岡』内で特集が組まれた。

## 出演番組

### NHK山形時代
- やまがたニュースアイ（キャスター）
- やまモリ!（MC）

### テレビ愛媛時代
- EBCスーパーニュース（フィールドキャスター）
- わがまま!気まま!旅気分（テレビ愛媛女子アナが行く!しまなみ海道サイクリングの旅）

### テレビ静岡時代
- FNNテレビ静岡ニュース
- チョッと!いいタイム（MC）
- 情報ワイド てっぺん静岡（リポーター）
- みんなのニュース しずおか（キャスター）
- みんなのニュース（全国中継） - ※フジネットワーク全国ネット